# Depotfund von Harrogate
Der Depotfund von Harrogate (auch Vale of York Hoard) ist ein ungestört aufgefundener Wikinger-Depotfund mit 617 Silbermünzen, 64 anderen Silberobjekten, einem Goldreif und einem silbernen Behältnis. Der Fund gelang Hobby-Schatzsuchern mit Hilfe von Metalldetektoren 2007 auf einem Acker in der Nähe der englischen Stadt Harrogate in North Yorkshire, England. Dieses Gebiet war zur Zeit der Niederlegung des Depots im 10. Jahrhundert Teil des Königreiches Northumbria. Die Entdeckung war der größte wikingerzeitliche Schatzfund in Britannien seit dem Depotfund von Cuerdale 1840.

## Entdeckung
Andrew und David Whelan suchten – wie seit Jahren – ein brachliegendes Feld mit Detektoren ab. Bei der anschließenden Grabung fanden sie in 40 Zentimeter Tiefe einen gefüllten silbernen Behälter. Sie meldeten den Fund den zuständigen Bodendenkmalpflegern, die das British Museum einschalteten. Die Wissenschaftler konnten den Fund im Kontext untersuchen. Zu einem späteren Zeitpunkt wurden an der Fundstelle Nachuntersuchungen durchgeführt. Dabei konnten die Forscher keine Spuren einer Besiedlung oder Bebauung entdecken.

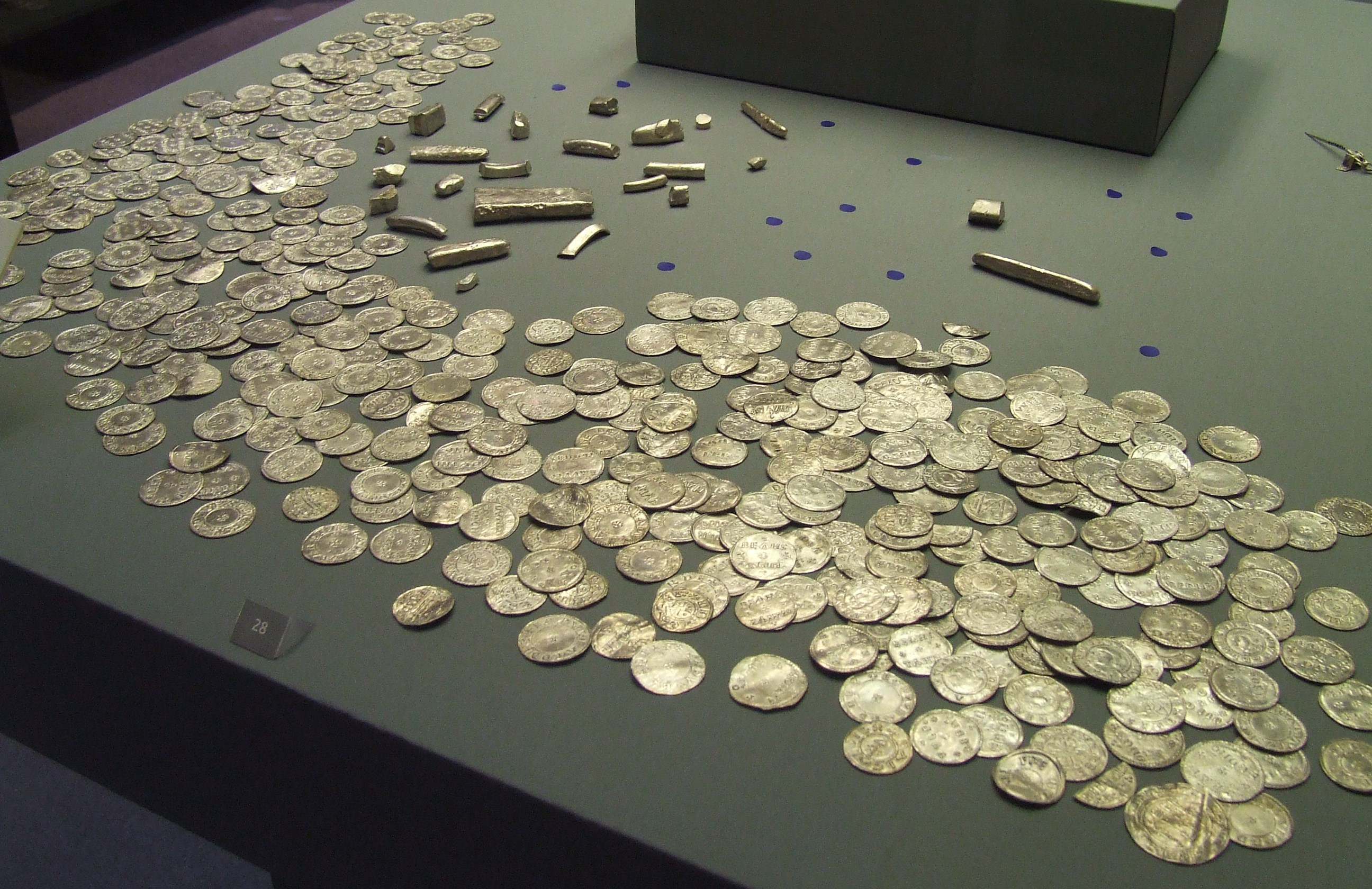
Münzen und Barren aus dem Depotfund von Harrogat

Am 19. Juli 2007 veröffentlichte das British Museum eine Pressemitteilung:
“The size and quality of the hoard is remarkable, making it the most important find of its type in Britain for over 150 years”
“The find is of global importance, as well as having huge significance for the history of North Yorkshire”.
Es wurde entschieden, dass der Fund unter den Treasure Act von 1996 fiel, der besagt, dass ein Depotfund Museen angeboten werden muss. Der Erlös kommt je zur Hälfte dem oder den Finder(n) und dem Landbesitzer zugute. Bisherige Schätzungen gehen von einem Wert des Schatzfundes von mindestens 750.000 £ aus.

## Funde

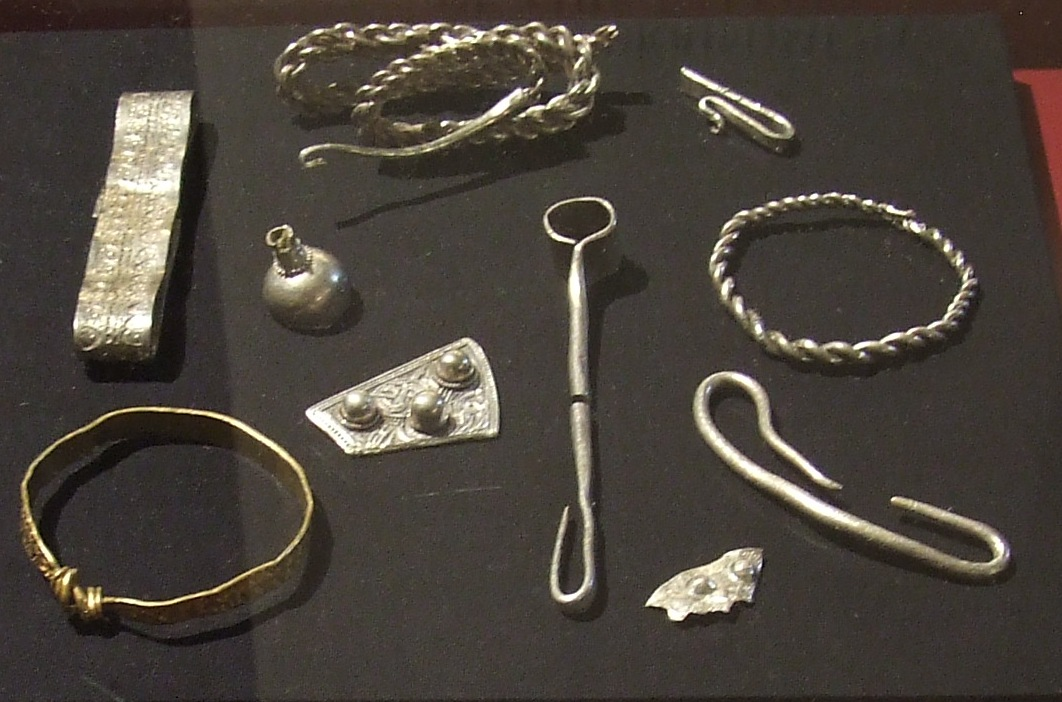
Armreife, Halsreife, Fibel und Fragmente aus dem Hort

Der Depotfund beinhaltete 617 Silbermünzen sowie 64 andere Gegenstände, wie Barren und bisher nicht genauer identifizierte Metallgegenstände, alles in einem innen vergoldeten Silberbehälter, der als Becher, Schale oder Topf interpretiert wurde. Als mögliche Herkunftsorte des Behälters werden Nordfrankreich oder Deutschland und eine Entstehung um 900 n. Chr. vermutet. Verziert ist er mit stilisierten Reben, Blättern und sechs Jagdszenen mit Löwen, Hirschen und einem Pferd. Es dürfte sich dabei wohl um ein aus einem Kloster oder einer Kirche erbeutetes Sakralgefäß handeln.
Ein seltener goldener Armreif (eventuell aus Irland stammend), sowie Hacksilber wurden ebenso gefunden. Unter den Münzen fanden sich solche mit islamischen, christlichen und vorchristlichen, altnordischen paganen Symbolen. Interessanterweise fanden sich auch Mischungen zwischen christlichen und paganen Symbolen, die ein bezeichnendes Licht auf die Götterwelt der gerade erst christianisierten Wikinger werfen. Eine Münze aus Köln – zwischen 900 und 911 geprägt – weist drei kleine Einschnitte auf. Damit wurde offenbar die Echtheit der Münze geprüft.

## Interpretation
Anhand der gefundenen Münzen lässt sich der Hortfund in das Jahr 927/928 datieren. Der Niederleger war wohl ein einflussreicher Wikingerführer während der Unruhen, die nach der Eroberung von Northumbria im Jahr 927 durch den Angelsachsen Æthelstan (924–939) folgten.
Es fanden sich Objekte aus zum Teil sehr weit entfernten Gebieten, etwa Samarkand (heute Usbekistan), Nordafrika, Afghanistan, Russland, Irland, Skandinavien und Kontinentaleuropa, was die Weitläufigkeit der Reisen und Beziehungen der Wikinger zur damaligen Zeit dokumentiert.